# Szalontay Zoltán
Szalontay Zoltán (Kisvárda, 1935. február 14. – 2006. június 28.) magyar erdőmérnök, író, a Nyírség és a Bakony helytörténeti írója.
1935. február 14-én született Kisvárdán. Édesanyja Lukács Lenke, édesapja Szalontay Sándor huszártiszt, a második világháború után gazdálkodással is foglalkoztak, talán már ekkor kibontakozott a kisfiúban a föld, a természet szeretete.
Későn jött gyermek: Tibor bátyja 15 évvel korábban született. Gyermekkorát Kassán és Nyírjákón töltötte, majd a Debreceni Református Kollégium diákja volt. Tanári pályán való elhelyezkedését – édesapja foglalkozása miatt – nem támogatták a döntéshozók, így a nyírbaktai erdészetnél helyezkedett el. Ez a lépés meghatározó volt számára, élete végéig kitartott az erdők mellett. Sopronban végezte el egyetemi tanulmányait, s az utazások során szeretett bele második hazájába, a Bakonyba. Munkája is ideszólította, s a nehéz döntést meghozva ideköltözött családjával. Előbb Bakonynánán, majd nyugdíjazásáig Dudaron igazgatta az erdészetet. Igazságos, adakozó ember volt, aki segítette a rászorulókat és szeretett lakóhelyét is.
Nyugdíjas éveiben is aktív maradt, hiszen megtanulta a számítógépkezelés fortélyait, s megpróbálkozott az írással is. Kezdetben rövidebb lélegzetvételű novellákat írt, majd Dudar a Bakonyban címmel megszületett lakóhelyének helytörténeti gyűjteménye is.
Szalontay Zoltán igazi gourmand volt, aki az ételek elkészítésében is kivette részét. A családi disznótoros recepteket, nyírségi és bakonyi ételeket elektronikus formába rendezve jött az ötlet, hogy az otthoni szájíz alapján készülő finomságokat könyv formájában kiadja, kedvet adva az unokáknak s a következő nemzedéknek a főzéshez. Ízek, tájak, disznóságok címmel 2002-ben jelent meg szakácskönyve, amit hamarosan a Házi cukrászat című családi receptgyűjtemény követett. Könyvei nem csak egyszerűen receptek felsorolásai, hanem igazi irodalmi csemegét, a kulináris élvezetek művészetét tárják elénk.
Nyírtől Bakonyig – Pere sirató című novelláskötete önéletrajz, bepillantást nyerhetünk a gyerekkortól, az első szerelemtől kezdve a felnőttkori vívódásokig, szülőföldjétől, a Nyírségtől való nehéz elszakadásába, s majd a Bakonyba történő gyökeret-eresztésbe.
2006. június 28-án otthonában, szerettei körében érte a hirtelen halál. Utolsó könyve megjelenését – ami a veszprémi erdészet történetét dolgozta fel – már nem érhette meg.